# HD 37124
HD 37124是一颗距离地球大约110光年的黄矮星，位于金牛座。截止2005年，已确认有三颗太阳系外行星围绕其运转。这个行星系是仅有的几个含有多颗非热木星行星的行星系之一，而且行星都处于或靠近适居带。此恒星的名称来自于它在亨利·德雷伯星表中的编号。

## 行星系
截止2005年，已确认有三颗太阳系外行星围绕这颗恒星运转。正如上文所述，此行星系中的行星的温度比较适宜生命的出现和进化。1999年时发现了第一颗行星HD 37124 b，它围绕恒星运转的轨道在恒星适居带的内边缘，这会造成此行星的日射量与金星有几分相似。第二颗行星HD 37124 c发现于2002年。该行星也位于恒星的适居带内，但是日射量与火星相近。第三颗也是目前最后发现的一颗行星HD 37124 d发现于2005年。尽管此行星的轨道并非正好在适居带内，但其日射量应该与木星差不多。因为所有的行星都属于气体巨行星，靠内侧的两颗行星外形可能差别较大，而外侧的那颗被认为与木星类似。
| 成員 (依恆星距離) | 质量     | 半長軸 (AU) | 轨道周期 (天) | 離心率        | 傾角 | 半径 |
| ----------------- | -------- | ----------- | ------------- | ------------- | ---- | ---- |
| b                 | >0.61 MJ | 0.53        | 154.46        | 0.055         | —    | —    |
| c                 | >0.6 MJ  | 1.64        | 843.6         | 0.14          | —    | —    |
| d                 | >0.66 MJ | 3.19        | 2,295         | 0.2（确定的） | —    | —    |